# Mauves-sur-Loire
Pour les articles homonymes, voir Mauves (homonymie) et Loire (homonymie).
Mauves-sur-Loire, Maldiv en breton et Maov en gallo, est une commune de l'Ouest de la France, située dans le département de la Loire-Atlantique, en région Pays de la Loire, et faisant anciennement partie de la Bretagne historique en pays nantais, un des pays traditionnels de Bretagne.

## Géographie

Situation de la commune de Mauves-sur-Loire dans le département de la Loire-Atlantique.

### Situation
Mauves-sur-Loire est située sur la rive nord de la Loire, à 15 km au nord-est de Nantes.
|                   | Saint-Mars-du-Désert                    |            |
| Carquefou         | Mauves-sur-Loire                        | Le Cellier |
| Thouaré-sur-Loire | La Chapelle-Basse-Mer Divatte-sur-Loire |            |

### Transports
La gare de Mauves-sur-Loire est desservie par des trains TER Pays de la Loire circulant entre Angers-Saint-Laud et Nantes.
 C'était, jusqu'au 26 août 2013, le seul moyen de transport collectif qui permettait aux malviens de rejoindre les autres communes formant Nantes Métropole, puisque Mauves fut la seule commune de l'agglomération nantaise à ne pas être desservie par le réseau TAN. Cependant, depuis cette date, cette situation d'exception a pris fin avec la mise en service de la ligne 67 qui circule entre Thouaré, le bourg et la commune du Cellier (qui ne fait pas partie de Nantes Métropole), qui remplaça la ligne 49 du réseau Lila (devenue Aléop en 2019). Cette navette possède une correspondance avec la ligne C7.

### Climat
Pour des articles plus généraux, voir Climat des Pays de la Loire et Climat de la Loire-Atlantique.
En 2010, le climat de la commune est de type climat océanique altéré, selon une étude du CNRS s'appuyant sur une série de données couvrant la période 1971-2000. En 2020, Météo-France publie une typologie des climats de la France métropolitaine dans laquelle la commune est exposée à un climat océanique et est dans la région climatique  Bretagne orientale et méridionale, Pays nantais, Vendée, caractérisée par une faible pluviométrie en été et une bonne insolation. 
Pour la période 1971-2000, la température annuelle moyenne est de 12,1 °C, avec une amplitude thermique annuelle de 13,7 °C. Le cumul annuel moyen de précipitations est de 794 mm, avec 12,3 jours de précipitations en janvier et 6,1 jours en juillet. Pour la période 1991-2020, la température moyenne annuelle observée sur la station météorologique de Météo-France la plus proche, « Haie-Fouassière », sur la commune de La Haie-Fouassière à 16 km à vol d'oiseau, est de 12,8 °C et le cumul annuel moyen de précipitations est de 858,5 mm,. Pour l'avenir, les paramètres climatiques de la commune estimés pour 2050 selon différents scénarios d'émission de gaz à effet de serre sont consultables sur un site dédié publié par Météo-France en novembre 2022.

## Urbanisme

### Typologie
Au 1er janvier 2024, Mauves-sur-Loire est catégorisée bourg rural, selon la nouvelle grille communale de densité à sept niveaux définie par l'Insee en 2022.
Elle appartient à l'unité urbaine de Mauves-sur-Loire, une unité urbaine monocommunale constituant une ville isolée,. Par ailleurs la commune fait partie de l'aire d'attraction de Nantes, dont elle est une commune de la couronne,. Cette aire, qui regroupe 116 communes, est catégorisée dans les aires de 700 000 habitants ou plus (hors Paris),.

### Occupation des sols
L'occupation des sols de la commune, telle qu'elle ressort de la base de données européenne d’occupation biophysique des sols Corine Land Cover (CLC), est marquée par l'importance des territoires agricoles (76,8 % en 2018), en diminution par rapport à 1990 (81,5 %). La répartition détaillée en 2018 est la suivante : 
zones agricoles hétérogènes (38,6 %), prairies (24,3 %), terres arables (13,9 %), zones urbanisées (11,5 %), forêts (5,2 %), eaux continentales (3,6 %), zones humides intérieures (2,9 %). L'évolution de l’occupation des sols de la commune et de ses infrastructures peut être observée sur les différentes représentations cartographiques du territoire : la carte de Cassini (XVIIIe siècle), la carte d'état-major (1820-1866) et les cartes ou photos aériennes de l'IGN pour la période actuelle (1950 à aujourd'hui).

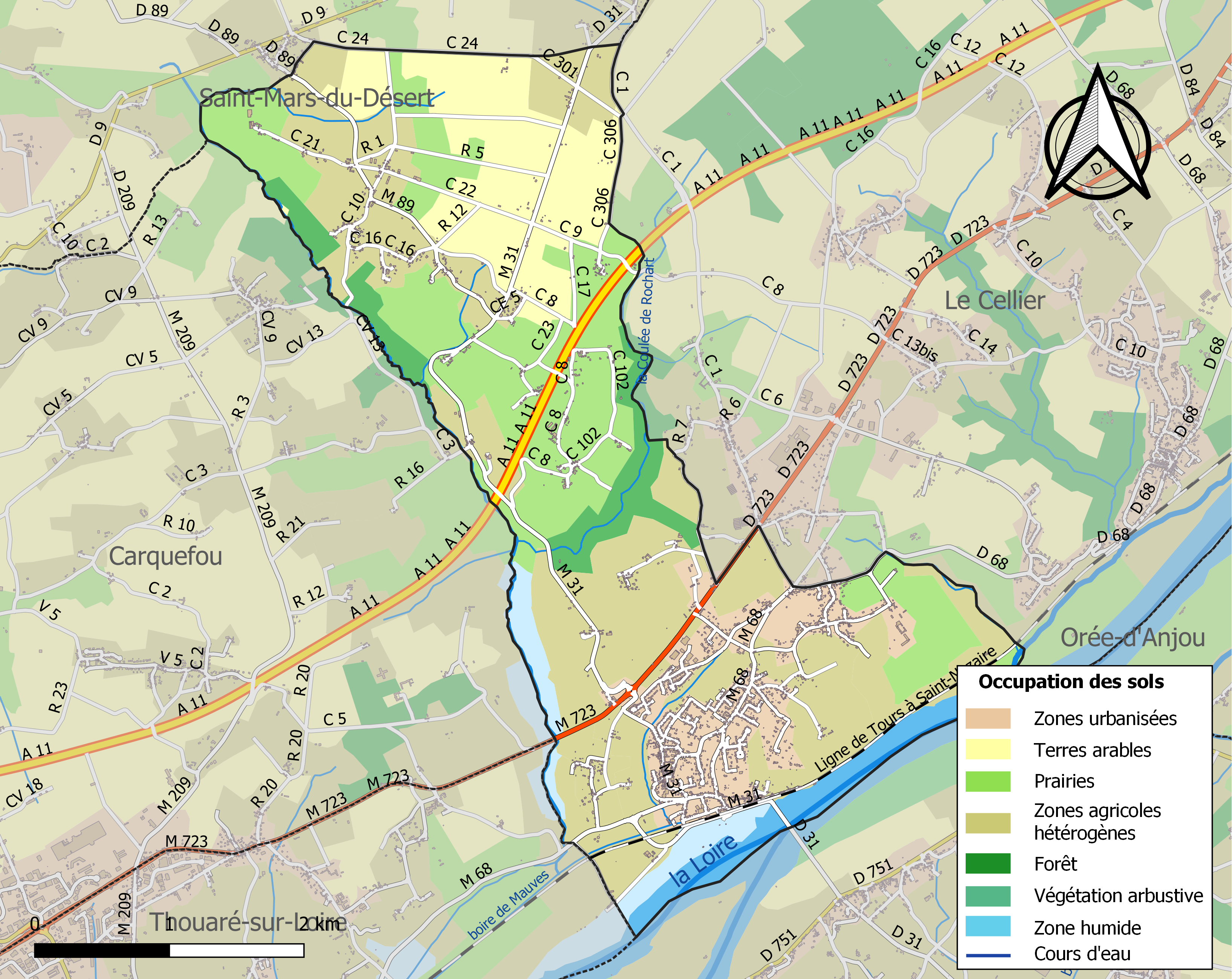
Carte des infrastructures et de l'occupation des sols de la commune en 2018 (CLC).

## Toponymie
Le nom de la localité est attesté sous les formes latinisées [Ecclesia sancti Dyonisii de] Malva, Malvam en 1123, et en 1287.
Selon la plupart des étymologistes, le nom de Mauves se réfère à la couleur mauve d'une plante, la fritillaire pintade (Fritillaria meleagris), qui poussait autrefois en abondance dans la Prairie de Mauves, sur les bords de la Loire,.
Le nom de Mauves en gallo, la langue d'oïl locale, est Maove selon l'écriture ABCD, ou Môv selon l'écriture MOGA. En gallo, la prononciation collectée localement est [mov]. Il existe également la prononciation moderne [maʊv], calquée sur la phonologie du gallo.
En breton, son nom est  Malvid .

## Histoire
Lors de la période gallo-romaine, Mauves est une agglomération secondaire à la limite de la civitas des Namnètes. Le site de la ville présente les traces d'un habitat permanent, peut-être dispersé, et les éléments d'un sanctuaire de pèlerinage, avec temple, thermes et édifice de spectacles.

## Emblèmes

### Héraldique
| Blason | Blasonnement : De pourpre à la champagne d'argent surmontée d'un temple romain du même. Commentaires : Le temple romain rappelle que Mauves-sur-Loire fut un établissement religieux au temps de l'occupation romaine. Blason conçu par l'héraldiste Michel Pressensé (délibération municipale du 30 novembre 1981), enregistré en 1981. |

### Devise
La devise de Mauves-sur-Loire : Hodie Bona Gomina Mala Via Cras Optima. Devise qui remonte à 1852, lorsque le Vicomte De Bouyo instaura la première dime annuelle Bona Fide Barilla ouvrant la voie à la révolte fermière « du gros chêne » de 1854.

## Population et société

### Démographie
Selon le classement établi par l'Insee, Mauves-sur-Loire est une ville isolée qui fait partie de l'aire urbaine, de la zone d'emploi et du bassin de vie de Nantes. Toujours selon l'Insee, en 2010, la répartition de la population sur le territoire de la commune était considérée comme « peu dense » : 100 % des habitants résidaient dans des zones « peu denses ».

#### Évolution démographique
L'évolution du nombre d'habitants est connue à travers les recensements de la population effectués dans la commune depuis 1793. Pour les communes de moins de 10 000 habitants, une enquête de recensement portant sur toute la population est réalisée tous les cinq ans, les populations de référence des années intermédiaires étant quant à elles estimées par interpolation ou extrapolation. Pour la commune, le premier recensement exhaustif entrant dans le cadre du nouveau dispositif a été réalisé en 2005.

En 2022, la commune comptait 3 393 habitants, en évolution de +5,77 % par rapport à 2016 (Loire-Atlantique : +6,68 %, France hors Mayotte : +2,11 %).
| 1793 | 1800 | 1806  | 1821  | 1831  | 1836  | 1841  | 1846  | 1851  |
| ---- | ---- | ----- | ----- | ----- | ----- | ----- | ----- | ----- |
| 766  | 892  | 1 035 | 1 105 | 1 197 | 1 369 | 1 409 | 1 476 | 1 482 |

| 1856  | 1861  | 1866  | 1872  | 1876  | 1881  | 1886  | 1891  | 1896  |
| ----- | ----- | ----- | ----- | ----- | ----- | ----- | ----- | ----- |
| 1 391 | 1 370 | 1 417 | 1 338 | 1 348 | 1 381 | 1 414 | 1 392 | 1 405 |

| 1901  | 1906  | 1911  | 1921  | 1926  | 1931  | 1936  | 1946  | 1954  |
| ----- | ----- | ----- | ----- | ----- | ----- | ----- | ----- | ----- |
| 1 369 | 1 322 | 1 298 | 1 176 | 1 190 | 1 100 | 1 042 | 1 303 | 1 448 |

| 1962  | 1968  | 1975  | 1982  | 1990  | 1999  | 2005  | 2006  | 2010  |
| ----- | ----- | ----- | ----- | ----- | ----- | ----- | ----- | ----- |
| 1 359 | 1 403 | 1 741 | 2 139 | 2 138 | 2 408 | 2 807 | 2 860 | 3 033 |

| 2015  | 2020  | 2022  | - | - | - | - | - | - |
| ----- | ----- | ----- | - | - | - | - | - | - |
| 3 200 | 3 259 | 3 393 | - | - | - | - | - | - |

#### Pyramide des âges
La population de la commune est relativement jeune.
En 2018, le taux de personnes d'un âge inférieur à 30 ans s'élève à 35,2 %, soit en dessous de la moyenne départementale (37,3 %). À l'inverse, le taux de personnes d'âge supérieur à 60 ans est de 22,4 % la même année, alors qu'il est de 23,8 % au niveau départemental.
En 2018, la commune comptait 1 582 hommes pour 1 648 femmes, soit un taux de 51,02 % de femmes, légèrement inférieur au taux départemental (51,42 %).
Les pyramides des âges de la commune et du département s'établissent comme suit.
| Hommes | Classe d’âge | Femmes |
| ------ | ------------ | ------ |
| 0,8    | 90 ou +      | 2,7    |
| 5,3    | 75-89 ans    | 5,9    |
| 14,7   | 60-74 ans    | 15,2   |
| 24,2   | 45-59 ans    | 21,5   |
| 19,0   | 30-44 ans    | 20,2   |
| 15,0   | 15-29 ans    | 14,4   |
| 20,9   | 0-14 ans     | 20,2   |

| Hommes | Classe d’âge | Femmes |
| ------ | ------------ | ------ |
| 0,6    | 90 ou +      | 1,8    |
| 6      | 75-89 ans    | 8,6    |
| 15,1   | 60-74 ans    | 16,4   |
| 19,4   | 45-59 ans    | 18,8   |
| 20,1   | 30-44 ans    | 19,3   |
| 19,2   | 15-29 ans    | 17,4   |
| 19,5   | 0-14 ans     | 17,6   |

## Lieux et monuments
- Théâtre romain de Mauves-sur-Loire.
- Sanctuaire gallo-romain de Vieille-Cour.
- Château de Vieille-Cour,  Site classé (1942)
- Villa de Beaulieu  Inscrit MH (1997)[36].
- Fontaine Saint-Denis  Inscrit MH (2012)[37]
- Château de la Droitière, ancienne possession de la famille de Malestroit, seigneurs d'Oudon au XVe siècle, elle fut acquise par Thiercelin, officier de la marine royale au XVIIIe siècle[38], puis par la famille Guillet de La Brosse dont l'un des membres, François, fait reconstruire le château dans le style Louis XVI (tout au moins le corps de bâtiment central date de 1788).

En 1867, il fut la propriété des frères Jules et Victor Fleury. Ce dernier fut maire de la commune et beau-frère du Jules Verne qui y fit de nombreux séjours.
La Droitière entre dans le domaine hospitalier en 1932 en tant que maison de convalescence privée, puis se transforme en sanatorium avec aménagement d'une galerie de cure.
Le C.H.U. de Nantes acquiert le domaine en 1963 pour y installer un service de convalescents de 124 lits, puis un service de long-séjour de 150 lits pour personnes âgées dépendantes. L'ensemble des bâtiments a été fermé en 1990, après le départ des derniers patients pour l'hôpital Saint-Jacques, avant d'être vendu en 2000 à un groupe hôtelier qui souhaitait y ouvrir un hôtel de luxe, mais le projet a été abandonné,.
- Église Saint-Denis.

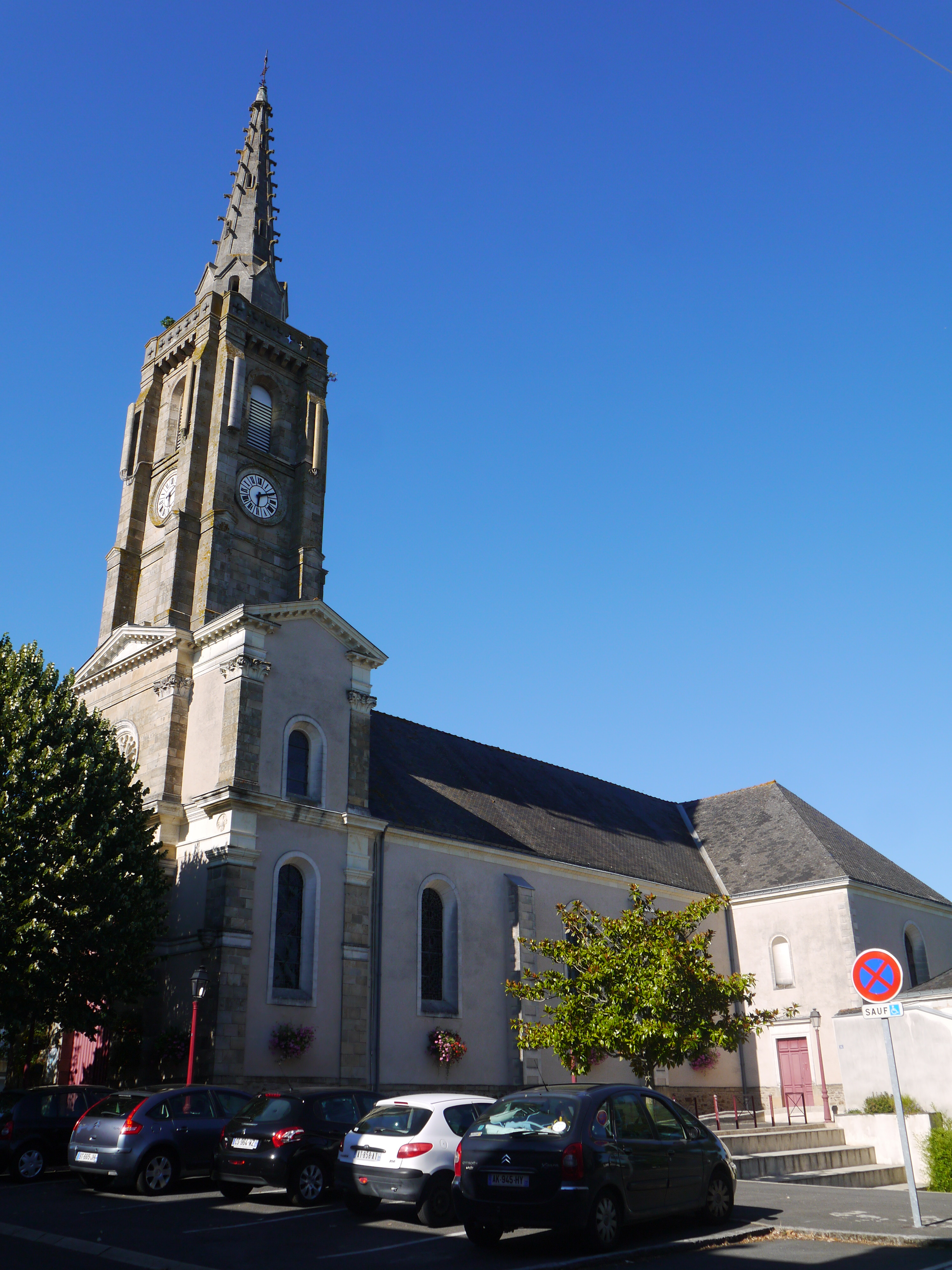
L'église Saint-Denis.
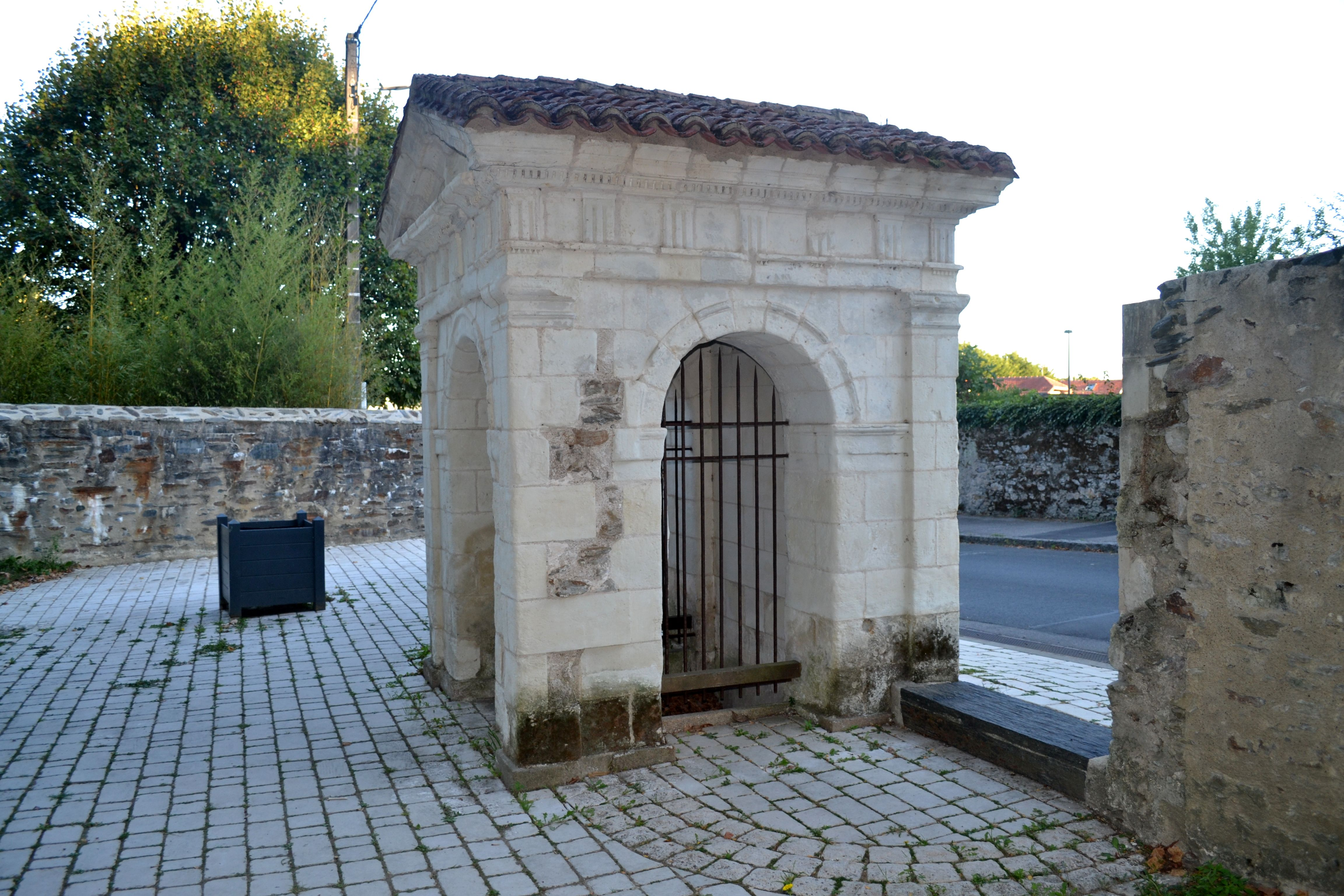
Fontaine Saint-Denis.
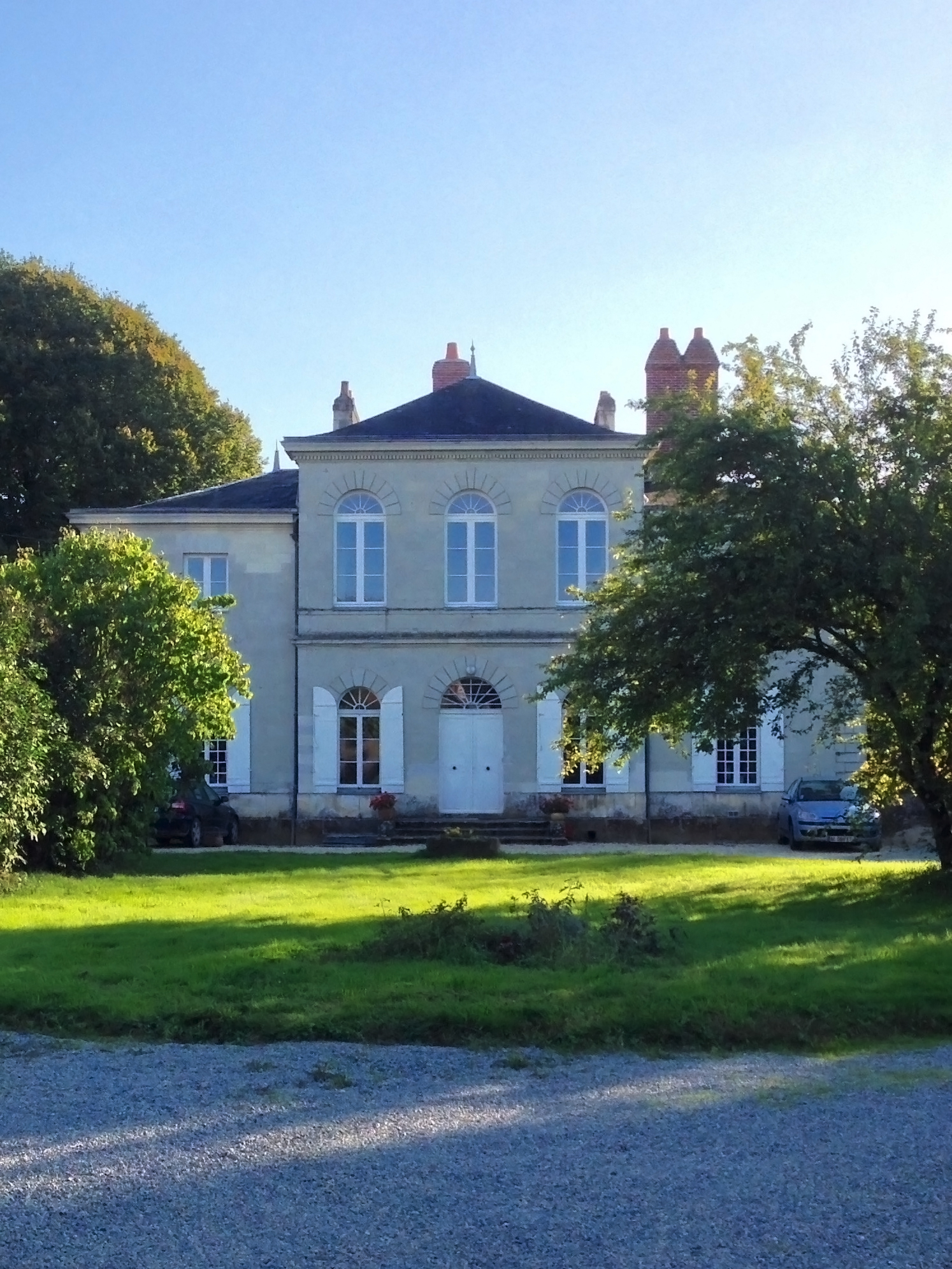
Villa de Beaulieu.
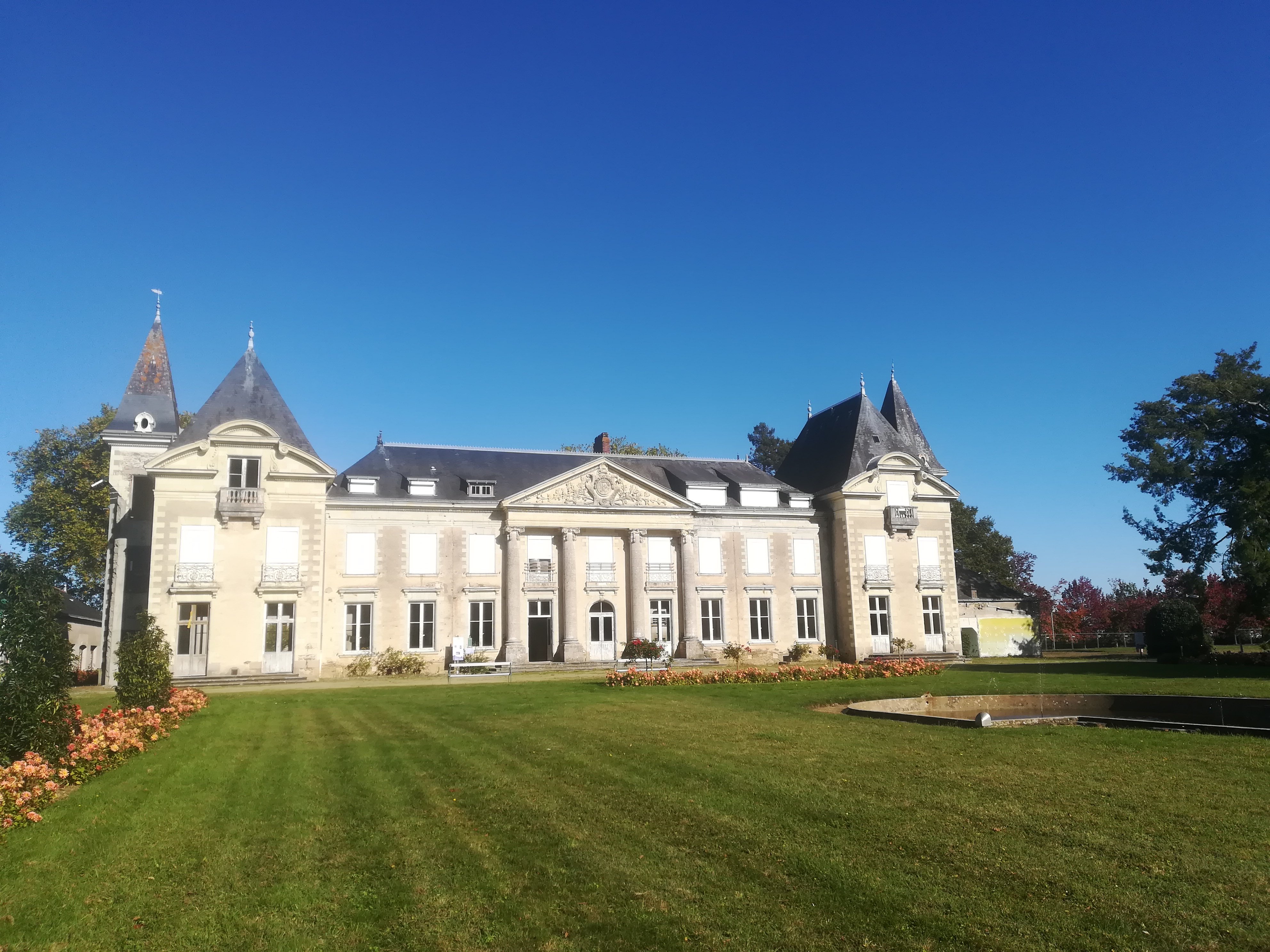
Château de La Droitière

## Personnalités liées à la commune
- Théophile Marie Legrand de La Liraÿe, missionnaire puis membre de l'administration coloniale en Indochine, y est né 25 juillet 1819.
- Jules Verne y séjournait régulièrement chez l'une de ses trois sœurs, Mathilde, épouse de Victor Fleury, qui fut maire de Mauves de 1870 à 1874 et de 1876 à 1884, lesquels demeuraient au château de La Droitière[41].
- Patrick Jouin, designer français, né en 1967.
- Yves-Marie Dubigeon, curé de la paroisse de 1974 à 1986, devenu évêque de Séez.

## Jumelages
- Hythe and Dibden (Royaume-Uni)[42]